# Joaquim Giralt Verdaguer
Joaquim Giralt Verdaguer (Barcelona 4 octubre 1871 – 20 octubre 1914) fou advocat i regidor de l'Ajuntament de Barcelona

## Biografia
Als 21 anys obté el Títol de Llicenciat en Dret amb el premi extraordinari.
Exerceix de Secretari de l'Ateneu Barcelonès durant els períodes 1899-1900 i 1911-1914, així com de regidor a l'Ajuntament de Barcelona entre 1903 i 1909.
Al 1907 es casa amb Josepa Pasqual, amb la qual tindran 3 filles, Montserrat, Mercè i Núria, i un fill, Joaquim.
Duu a terme una intensa tasca política i cultural, incloent una gran admiració per Wagner i Alemanya, país que visita regularment i pel que farà d'advocat a través del Consolat alemany a Barcelona. La seva activitat i el seu llegat es veuen escapçats per mort prematura als 43 anys. L’Ajuntament de Barcelona el recordarà amb aquestes paraules: el sentiment que experimentem per la mort de ten digne ciutadà i regidor, tot recordant al seu amor per Barcelona, els bons serveis prestats a la ciutat, i els seus dots d’intel·ligència en l’exercici de la seva carrera. Al seu enterrament la participació ciutadana serà notable.

### Activitat política
Joaquim Giralt prové del republicanisme històric, impregnat pel catalanisme en espais com el Centre Escolar Catalanista, d'aquí que participi del moviment per a portar a Angel Guimerà –i més tard a Lluís Domènech i Montaner- a la presidència de l’Ateneu de Barcelona. De fet, la catalanització de l’Ateneu de Barcelona forma part de fet d'una corrent popular i té una clara intenció estratègica.
El 1901, juntament amb altres advocats republicans com Jaume Carner o Ildefons Sunyol, coneguts com els de la "Penya de l’Ateneu", s'incorpora al nucli del Centre Nacional Català, embrió del nou partit catalanista burgès La Lliga Regionalista, fundat aquest mateix any. Aviat, el novembre de 1903, serà escollit regidor per l’Ajuntament de Barcelona, representant el Districte 16 pel període 1904-1907, càrrec que finalment es perllonga fins 1909. El nou ple municipal estarà format per 27 regidor republicans, 16 regionalistes, 5 lliberals i 2 independents.
No obstant, la visita reial de 1904 divideix La Lliga. Un grup de regionalistes a l'esquerra del partit, liderats per Carner i del qual formen part Giralt, Sunyol o Pijoan, es mostren contraris a la visita d'Alfons XIII i publiquen una llarga carta a La Vanguardia amb el títol "Al poble de Barcelona" on exposen les raons del seu desacord. Això provoca l'ecissió i dona peu a que el 1906 acabin fundant un nou partit republicà i catalanista, el Centre Nacionalista Republicà, que té per objectiu l'autonomia de Catalunya dins l'estat espanyol i la implementació dels ideals socials republicans. Aquest grup troba des del principi un vehícle d'expressió al setmanari El Poble Català, que passa a ser l'altaveu del CNR, raó per la qual els seus impulsors seran coneguts com "la colla del Poble Català". Durant aquests anys Joaquim Giralt també es fa soci del Centre Autonomista Fivaller, un important Ateneu popular i obrer del Districte 6, on col·labora escrivint nombrosos articles per al seu butlletí.
El mateix any 1906 es renova la meitat del consistori barceloní. Però Joaquim Giralt continua dins la meitat que es queda i passa a ser el portaveu del seu nou partit dins la recent creada “Majoria Solidaria Municipal”, una entesa transversal formada per republicans (Albert Bastardas), regionalistes de tendència nacionalista (Francesc Cambó) i nacionalistes d’esquerra, sector aquest últim del qual forma part el CNR.
El sexenni d'activitat municipal de Joaquim Giralt com a regidor es veu condicionat per la tensió social que desembocarà el 1909 en la Setmana Tràgica, i pel fet que l’Ajuntament de Barcelona sigui en aquell moment el més semblant a un "parlament de catalunya" al mancar altres institucions des de les que influir o oposar-se al govern central de Madrid. En qualsevol cas, Giralt es volca sobretot en l'àmbit municipal, especialment en temes d'urbanisme i ensenyament. Treballa per a que les noves zones urbanitzades que s'estenen per l'Eixample continguin l'obligació pels propietaris beneficiaris de cedir a canvi terreny pels vials de nova creació, així com per futurs equipaments i zones d’esbarjo. I en l'àmbit educatiu proposa que les partides destinades a mantenir els centres escolars municipals ubicats en locals privats siguin reorientades a l’edificació de centres nous i públics, dotats de les condicions que reclamen els moviments de renovació pedagògica, especialment a nivell higiènic. Amb el mateix objectiu proposa també capitalizar els lloguers prevists per les escoles per un període de 25 anys, emetent així deute públic que sigui destinat a la construcció de noves escoles íntegrament públiques.
El 1910 el CNR i altres partits d'esquerres es fusionen en la Unió Federal Nacionalista Republicana (1910). Posteriorment, una part de la UFNR acabarà coaligant-se amb el Partit Republicà Radical d'Alejandro Lerroux al Pacte de Sant Gervasi (1914) mentre que la facció encapçalada per Francesc Layret, més afí als plantejaments de Joaquím Giralt, acabarà sent part, ja després de la mort d'aquest, de la formació del Partit Republicà Català (1917) i finalment d'Esquerra Repúblicana de Catalunya (1931).